# 3-färgning

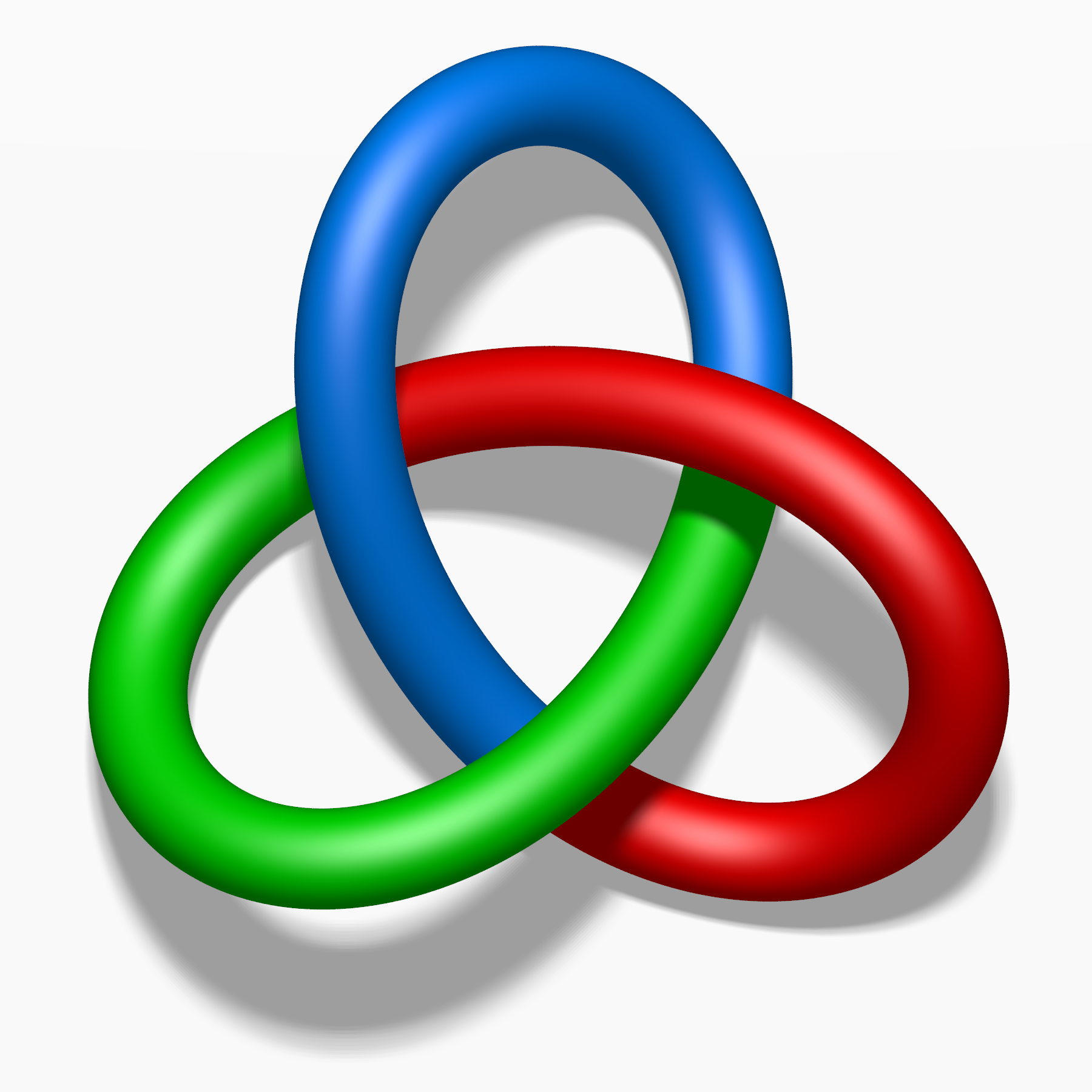
3-färgning av treklöverknuten

Inom knutteori, en del av topologin, används 3-färgning (eng. 3-coloring) för att studera egenskaper hos knutdiagram. Med hjälp av detta går det till exempel att visa att om två knutdiagram är isotopa och den ena har en 3-färgning så har också den andra det. Det går dessutom att visa att det finns oändligt många knutar.

## Definition
Ett knutdiagram är 3-färgbart om vi kan färga dess bågar så att
3C1: varje båge får en färg
3C2: exakt tre färger används
3C3: det vid varje korsning möts antingen bågar med alla tre färger eller endast bågar med samma färg.

## Exempel

### 3-färgbara knutdiagram
Observera att alla isotoper av dessa också är 3-färgbara.

### Icke 3-färgbara knutdiagram
Observera att inga isotoper av dessa är 3-färgbara.

## Isotopiklass
Om knutdiagrammen D och E tillhör samma isotopiklass och D har en 3-färgning så följer det att E också har en 3-färgning.
Beviset bygger på att man går igenom alla Reidemeister-förflyttningar och fastställer att de bevarar 3-färgbarhet. Vilket praktiskt sett blir att man tittar på den delen av knutdiagrammet som Reidemeister-förflyttningar ändrar och undersöker huruvida bågarna som lämnar del-diagrammet behåller samma färg före och efter förflyttningen ("del-diagrammet" benämns hädanefter endast "diagrammet"). Nedan visas några exempel för att illustrera att detta är sant, för ett rigoröst bevis krävs undersökning av alla möjliga färgningar för alla tre förflyttningar (R1-R3).
- R1 har endast en färg genom diagrammet och vi ser att det i alla stadier går att färga delknuten enligt reglerna för 3-färgbarhet samt på ett sådant sätt att de bågar som lämnar diagrammet behåller samma färg i alla stadier.

- R2 kan i huvudsak färgas på två sätt: enfärgad eller med alla tre färger. Om diagrammet från början är enfärgat så måste slutdiagrammet också vara det eftersom bågarna som lämnar diagrammet inte får byta färg. För ett diagram där bågarna som lämnar diagrammet har två olika färger kommer man att kunna gå fram och tillbaka mellan ett trefärgat och ett tvåfärgat diagram men det viktiga är att bågarna som lämnar diagrammet aldrig ändrar färg.

- R3 är mer komplex då den byter färg på flera av bågarna i diagrammet (förutsatt att diagrammet inte var enfärgat från början). Efter lite fundering känns det ganska naturlig att R3 inte kommer att byta färg på någon båge som lämnar diagrammet, vilket gör att den också bevarar 3-färgbarhet.

- Att även R0 bevarar 3-färgbarhet är trivialt eftersom vi endast manipulerar snöret i en båge d.v.s. inga korsningar påverkas.